# Kim Sun-hyung
Dans ce nom coréen, le nom de famille, Kim, précède le nom personnel.
Kim Sun-Hyung (en coréen 김선형), né le 1er juillet 1988, est un joueur sud-coréen de basket-ball. Il évolue au poste d'arrière. 

## Palmarès
- 3e du Championnat d'Asie 2013
- Vainqueur des Jeux asiatiques de 2014